# Queen Elizabeth Range
Die Queen Elizabeth Range (englisch für Königin-Elisabeth-Kette) ist eine schroffe Gebirgskette von rund 160 Kilometern Länge, die sich vom Nimrod-Gletscher im Norden bis zum Law-Gletscher im Süden entlang der Ostseite des Marsh-Gletschers erstreckt. Höchste Erhebung ist Mount Markham mit einer Höhe von 4350 m. 
Benannt wurde die Gebirgskette durch J. H. Miller, Mitglied der neuseeländischen Mannschaft der Commonwealth Trans-Antarctic Expedition (1955–1958). Namensgeberin ist die britische Königin Elisabeth II. (1926–2022), die Schirmherrin der Expedition.